# Schreibmaschinenmuseum Beck
Das Schreibmaschinenmuseum Beck ist eine Zürcher Gedächtnisinstitution, die rund 300 Exponate aus den Anfängen der Schreib- und Büroautomation zeigt. Das Museum befindet sich im Industriegebiet von Pfäffikon, Kanton Zürich, an der Speckstrasse 3.
Ausstellungsstücke sind restaurierte Schreib- und Rechenmaschinen. Darunter finden sich die in der Schweiz hergestellten Schreibmaschinen Saturn Jahrgang 1898, produziert in Meilen, sowie die Hermes, hergestellt von Paillard  in Yverdon-les-Bains und die Darling von Gertsch in Fleurie. Die Rechenmaschinen Demos von Theo Muggli  Zürich, Loga von Daemon Schmid, Uster und Zürich, und die Billeter wurden ebenfalls in der Schweiz hergestellt. Zu sehen ist die kleinste mechanische Rechenmaschine der Welt, die Curta, hergestellt in Liechtenstein.
Im Archiv befindet sich ein Teil der Korrespondenz von Ferdinand M. Kleefeld, Spezial-Reparaturwerkstätte für Schreib- und Rechenmaschinen in Bern aus den 1910er Jahren sowie ein grosser Teil des Nachlasses von Curt Herzstark, dem Erfinder der Curta-Rechenmaschine. Das Schreibmaschinenmuseum Beck ist dem Verband der Museen der Schweiz angeschlossen.

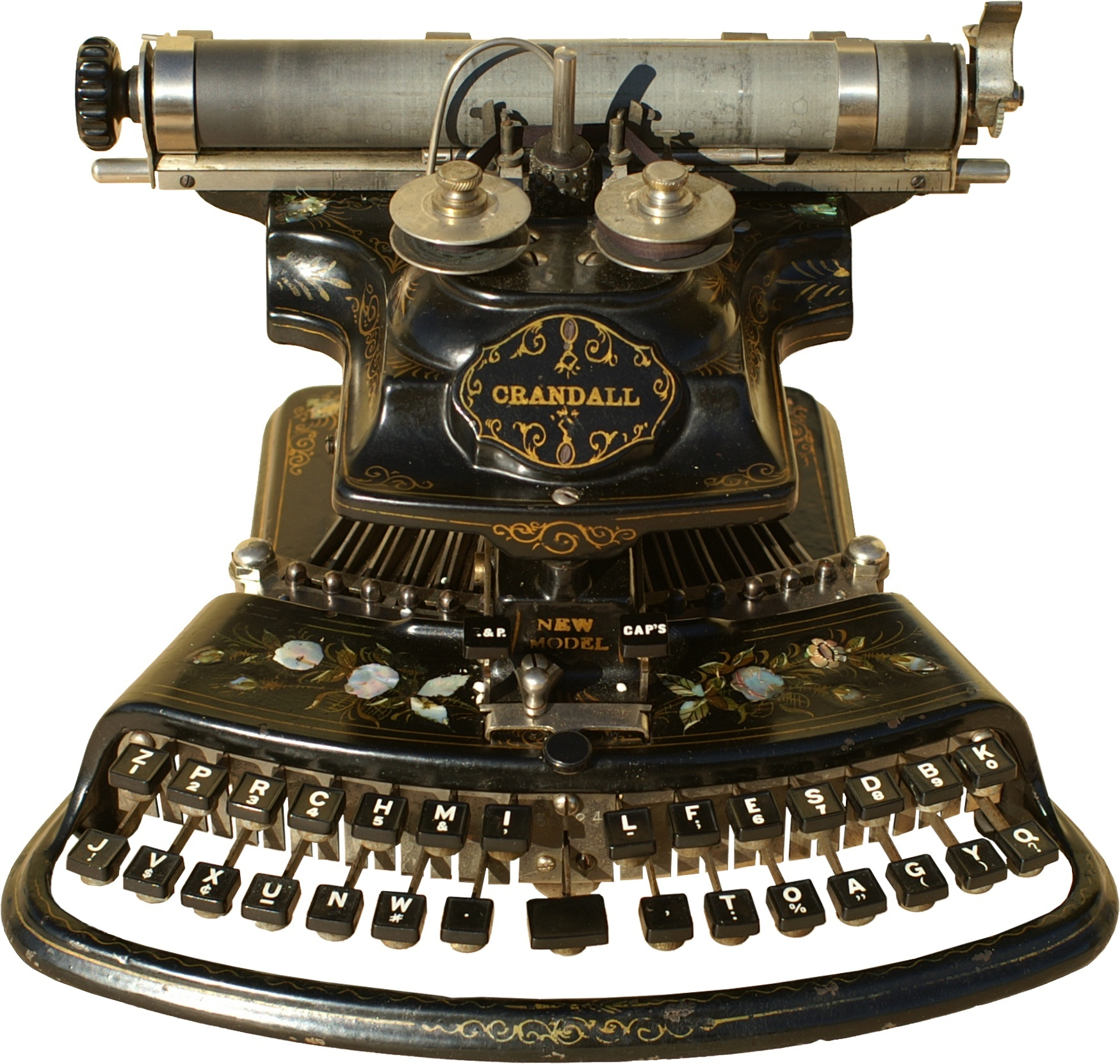
Schreibmaschine Crandall, Jahrgang 1886, erstellt in den USA und aufbewahrt im Schreibmaschinenmuseum Beck
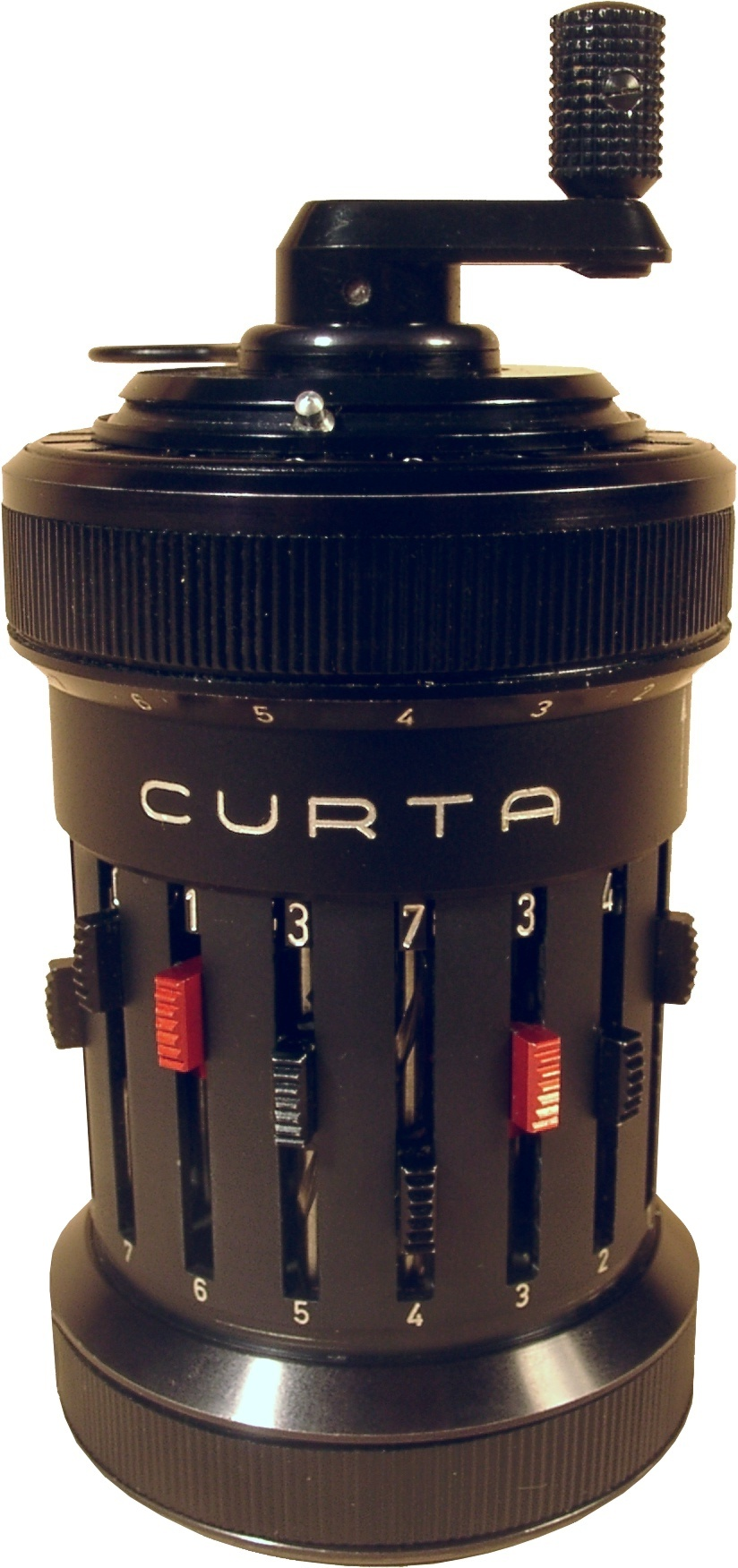
Rechenmaschine Curta Typ 1a, ca. 1968, hergestellt in Liechtenstein
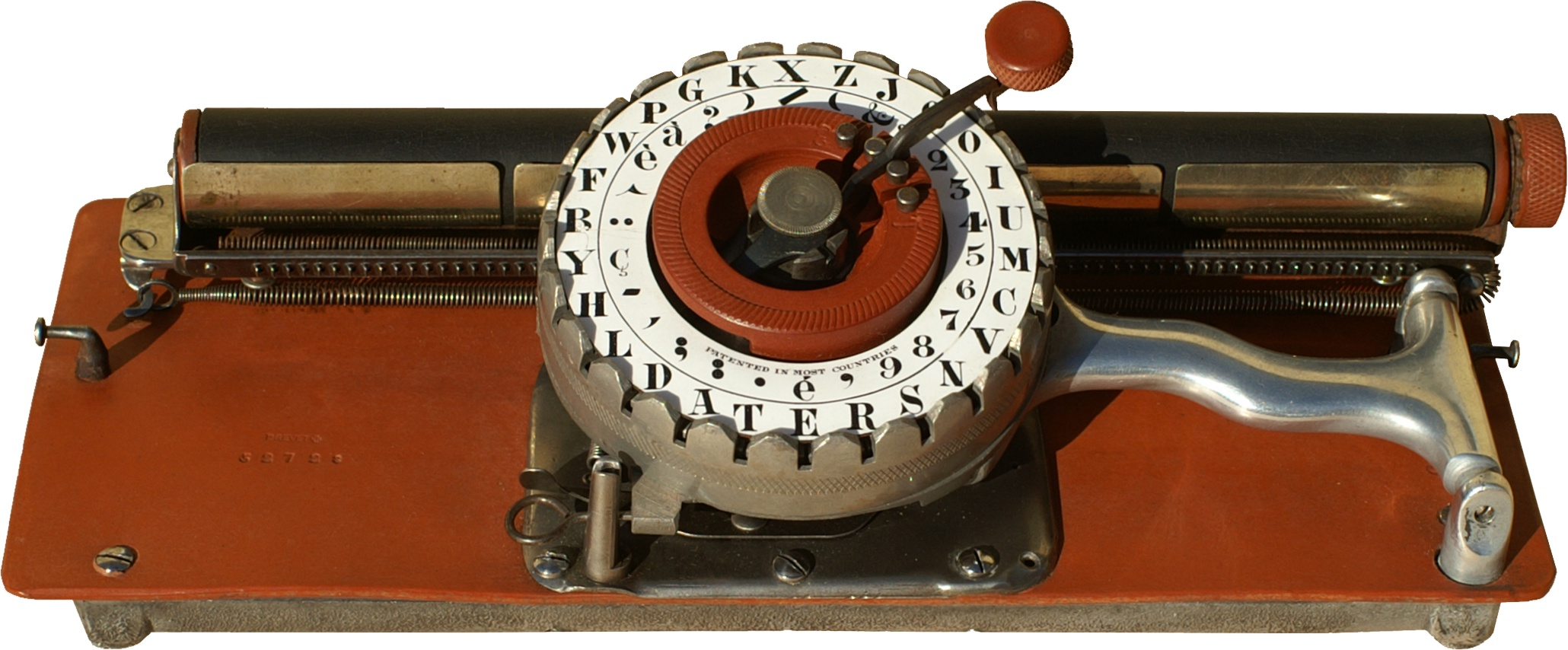
Schreibmaschine Darling, Jahrgang 1911, hergestellt in der Schweiz
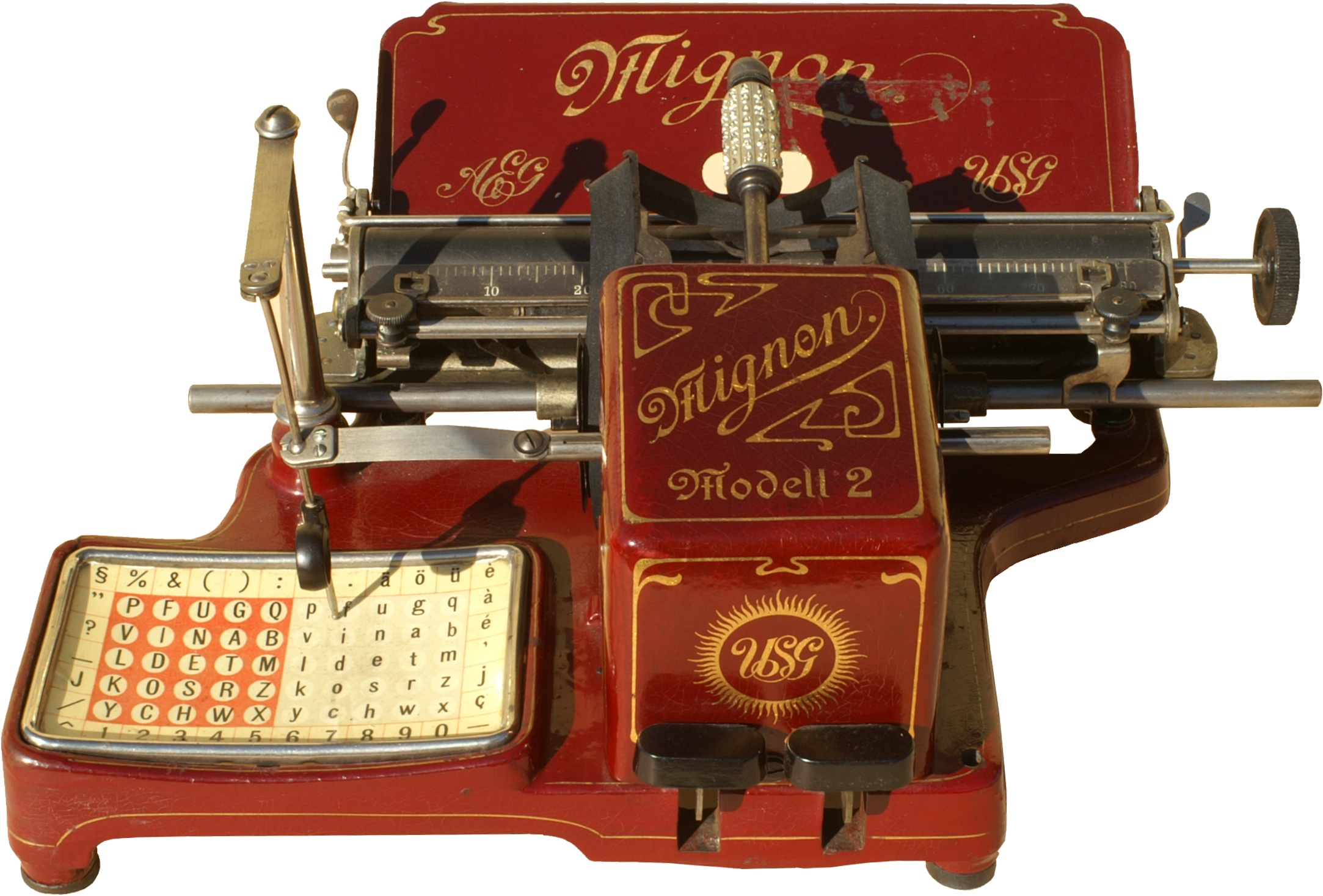
Schreibmaschine Mignon Mod. 2 Rot, Jahrgang 1902, hergestellt in Deutschland